# 绵穗苏属
绵穗苏属（学名：Comanthosphace）是唇形科下的一个属，为多年生草本或亚灌木植物。该属共有约6种，分布于中国至日本。